# Agonum simile
Agonum simile är en skalbaggsart som beskrevs av Kirby. Agonum simile ingår i släktet Agonum och familjen jordlöpare. Inga underarter finns listade i Catalogue of Life.